# Georgios Drosinis
Georgios Drosinis (Atene, 9 dicembre 1858 – Atene, 3 gennaio 1951) è stato un poeta e letterato greco.

## Biografia

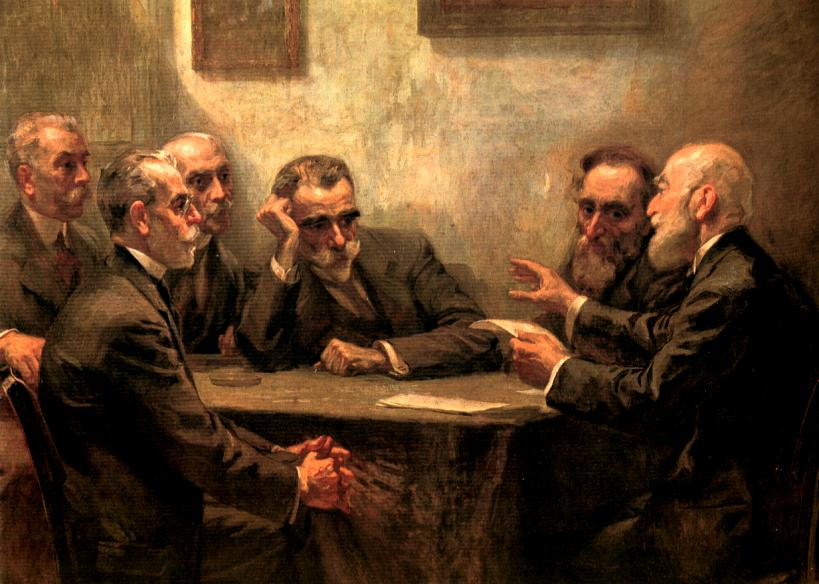
Un dipinto di Georgios Roilos, nel quale si possono vedere alcuni rappresentanti della cosiddetta "generazione del 1880" di scrittori greci. Da sinistra a destra questi sono: Γ. Στρατήγης, Γ. Δροσίνης, I. Πολέμης, K. Παλαμάς, Γ. Σουρής, Α. Προβελέγγιος (G. Stratigis, Georgios Drosinis, Iannis Polemis, Kostis Palamas, Georgios Sourīs, Aristomenis Provelengios)

Il suo percorso formativo e culturale si è svolto con l'iscrizione alle facoltà di legge e di filosofia ed il completamento di questi studi presso le università tedesche.
Una volta rientrato in Patria, si dedicò ad attività editoriali e letterarie e diresse istituzioni culturali. Assieme a Kostis Palamas, considerato uno dei leader ed un uomo faro della letteratura innovativa greca, fondò e diresse la rivista Rabagas. Sulla rivista apparvero le prime poesie di Drosinis, ballate popolaresche, raccolte successivamente nel libro Idilli del 1885.
Di tendenza elegiaca, si oppose al gusto romantico predominante ai suoi tempi, pur assumendo le vesti del cantore, semplice e misurato, delle tradizioni popolari greche.
Dal 1888 divenne direttore del periodico Hestia, giornale-manifesto del nuovo corso letterario, sul quale pubblicò le sue novelle, tra le quali Amarillide e le sue poesie, tra le quali L'erba d'amore.
Un po' messo in ombra dalla personalità e dal successo di Palamàs, proseguì con grande soddisfazione la sua carriera con le raccolte Alfabeto d'amore e Tenebre luminose del 1918, Palpebre chiuse (1914-1917) e Rondini fuggitive del 1936.

## Opere principali

### Poesia
Nonostante la sua intensa azione nel campo dell'educazione e delle pubblicazioni, Georgios Drossinis è meglio conosciuto per le sue opere letterarie. La sua prima raccolta di poesie fu Istoi Arachnis ("Ragnatele", 1880), un'opera che segnò l'apparizione della Nuova scuola ateniese. La sua poesia, influenzata dai parnassiani francesi, dalla letteratura tedesca (Heinrich Heine) e da Kostis Palamas, è ispirata al modo di vivere greco, in particolare alla natura greca , ed è caratterizzato dalla sua tranquillità, semplicità e immagini intense e chiare. Le opere di poesia più importanti di Drossinis sono le seguenti:
- Istoi Arachnis ("Ragnatele", 1880)
- Idyllia ("Racconti", 1884)
- Gallene ("Serenità", 1902)
- Fotera Skotadia ("Tenebre luminose", 1918)
- Pyrine Romfaia ("Spada fiammeggiante", 1921)
- A Moiroloi tis Omorfis ("La bellezza del lamento", 1927)
- Tha Vradyasei ("Sta per diventare oscuro", 1930)
- Eipe ("Lei disse", 1932)
- Lambades ("Candele", 1947)

### Prosa
La sua prosa, che rientra nel genere romanzo, è una rappresentazione idilliaca della vita greca, in particolare degli ambienti rurali, ma mostra anche i suoi aspetti negativi, la povertà e la mancanza di educazione dei contadini. I suoi lavori più importanti di prosa sono:

### Romanzi
- Amaryllis (1886)
- A Votani tis Agapis ("L'erba dell'amore", 1901)
- Ersie (1922)
- Irene ("Pace", 1945)

### Raccolte di racconti
- Agrotikai Epistolai ("Lettere contadine", 1882)
- Diigimata kai Anamniseis ("Brevi racconti e memorie", 1886)
- Diigimata ton Agron kai tis Polis ("Racconti brevi del paese e della città", 1904)